# Janez Možina
Janez Možina, slovenski fizik, * 30. september 1945, Ljubljana.
Diplomiral je leta 1969 iz tehniške fizike na Fakulteti za naravoslovje in tehnologijo v Ljubljani in doktoriral 1980 na Fakulteti za strojništvo v Ljubljani. Tu se je leta 1973 tudi zaposlil, od 1993 kot redni profesor za fiziko in lasersko tehniko. Po upokojitvi je bil 2021 imenovan za zaslužnega profesorja Univerze v Ljubljani.
V času 8. vlade Republike Slovenije je bil državni sekretar na ministrstvu za visoko šolstvo, znanost in tehnologijo.